# 弗倫德希普鎮區 (北卡羅萊納州吉爾福德縣)
弗倫德希普鎮區（英語：Friendship Township）是位於美國北卡羅萊納州吉爾福德縣的一個鎮區。

## 地方資料
弗倫德希普鎮區的面積為41.18平方千米，皆為陸地。根據2020年美國人口普查的數據，當地共有人口8727人，而人口密度為每平方千米211.92人。